# 尚帕涅
尚帕涅（法語：Champagney，法語發音：[ʃɑ̃paɲɛ]）是法国上索恩省的一个市镇，属于吕尔区。

## 地理
尚帕涅（47°42'21"N, 6°40'56"E）面积36.71 平方千米，位于法国勃艮第-弗朗什-孔泰大區上索恩省，该省份为法国东部内陆省份，北起顺时针与孚日省、贝尔福地区省、杜省、汝拉省、科多尔省和上马恩省接壤。
与尚帕涅接壤的市镇（或旧市镇、城区）包括：埃沙瓦讷、埃托邦、舍讷比耶、克莱尔古特、弗拉耶和沙特比耶、马尼达尼贡、龙尚。

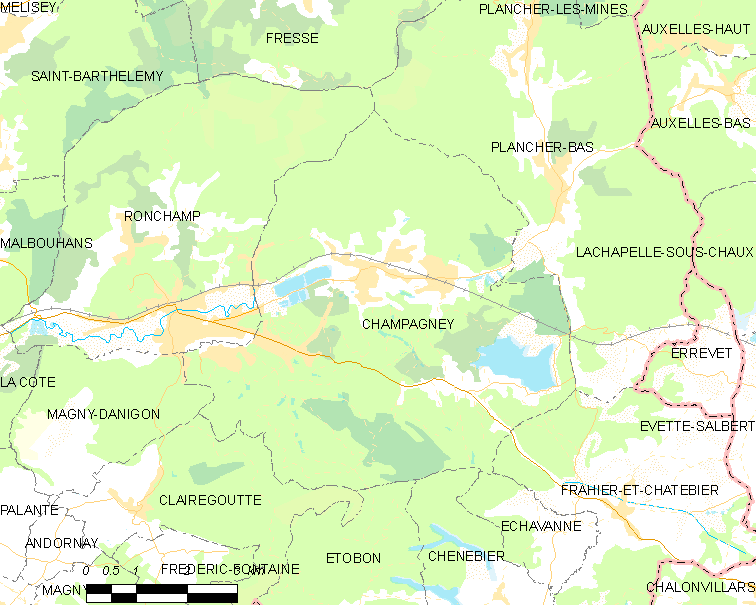
尚帕涅的OSM定位图

尚帕涅的时区为UTC+01:00、UTC+02:00（夏令时）。

## 行政
尚帕涅的邮政编码为70290，INSEE市镇编码为70120。

## 政治
尚帕涅所属的省级选区为埃里库尔第一县。

## 人口

1962-2008年间尚帕涅人口变化图示

尚帕涅于2022年1月1日时的人口数量为3674人。